# Phyllachora fusicarpa
Phyllachora fusicarpa är en svampart som beskrevs av Seaver 1920. Phyllachora fusicarpa ingår i släktet Phyllachora och familjen Phyllachoraceae.   Inga underarter finns listade i Catalogue of Life.